# پیوش (نوادا)
پیوش، نوادا (به انگلیسی: Pioche, Nevada) یک سکونتگاه مسکونی در ایالات متحده آمریکا است که در شهرستان لینکلن، نوادا واقع شده‌است.

## خصوصیات
پیوش ۱۵٫۹ کیلومترمربع مساحت و ۱٬۰۰۲ نفر جمعیت دارد.